# Município de Harrison (condado de Muskingum, Ohio)
O município de Harrison (em inglês: Harrison Township) é um município localizado no condado de Muskingum no estado estadounidense de Ohio. No ano de 2010 tinha uma população de 1.615 habitantes e uma densidade populacional de 36,81 pessoas por km².

## Geografia
O município de Harrison encontra-se localizado nas coordenadas 39° 49′ 37″ N, 81° 54′ 29″ O. Segundo o Departamento do Censo dos Estados Unidos, o município tem uma superfície total de 43.88 km², da qual 42,83 km² correspondem a terra firme e (2,4 %) 1,05 km² é água.

## Demografia
Segundo o censo de 2010, tinha 1.615 pessoas residindo no município de Harrison. A densidade populacional era de 36,81 hab./km².